# David R. Smith (entomolog)
David Rollins Smith (ur. 1937) – amerykański entomolog, specjalizujący się w hymenopterologii.
W latach 1958–1965 studiował Entomologię na Uniwersytecie Stanu Oregon. Od 1965 pracował dla Departamentu Rolnictwa Stanów Zjednoczonych oraz Smithsonian Institution. Obecnie na emeryturze. Specjalizował się w badanach nad błonkówkami, zwłaszcza nad systematyką i filogenezą rośliniarek i niektórych grup owadziarek.